# Comité consultatif national d'éthique pour les sciences de la vie et de la santé
Ne doit pas être confondu avec Commission nationale consultative des droits de l'homme.
Le Comité consultatif national d'éthique pour les sciences de la vie et de la santé, souvent abrégé en Comité consultatif national d'éthique (CCNE), est un organisme étatique consultatif français, dont la mission est de « donner des avis sur les problèmes éthiques et les questions de société soulevés par les progrès de la connaissance dans les domaines de la biologie, de la médecine et de la santé ».

## Historique
À la suite de la naissance d'Amandine, le premier bébé français conçu par fécondation in vitro en 1982, des Assises nationales de la Recherche sont lancées en 1982 par Jean-Pierre Chevènement et Philippe Lazar, alors directeur de l'Institut national de la santé et de la recherche médicale (Inserm).
Le Comité consultatif national d'éthique est créé par décret du président François Mitterrand le 23 février 1983, et par la suite ses compétences ont été modifiées par plusieurs décrets et lois successifs, la plus récente étant la loi du 7 juillet 2011 relative à la bioéthique.
Les premiers sujets traités sont l'assistance médicale à la procréation, l’expérimentation sur l'être humain, la recherche sur l'embryon humain, l'accès à l'information génétique et la notion de consentement.
Le premier président du CCNE est le professeur Jean Bernard (1983-1993). Suivent le professeur Jean-Pierre Changeux (1993-1999), le professeur Didier Sicard (1999-2007), le professeur Alain Grimfeld (2010-2012), le professeur Jean-Claude Ameisen (2012-2016) et le professeur Jean-François Delfraissy depuis le 14 décembre 2016.
En septembre 2022, pour la première fois dans son histoire, le CCNE se prononce en faveur de l’aide active à mourir, essentiellement le suicide assisté, dans son avis no 139,,, qui ouvre la voie à la Convention citoyenne sur la fin de vie. Ainsi, une personne pourrait être accompagnée activement dans sa volonté de mettre fin à ses jours ou de faire appel à un médecin pour lui donner la mort dans des conditions strictes.
Le CCNE a ainsi fait évoluer sa position notamment au regard des pathologies assorties de pronostics vitaux à moyen ou à long terme, qui n’ont aujourd’hui pas de solutions, alors que « la sédation profonde et continue » est prévue pour des pronostics vitaux engagés à court terme. Le CCNE considère de ce fait qu’il existe « une voie pour une application éthique de l’aide active à mourir ».

## Constitution
Le CCNE est consulté par saisine de différents organismes ou institutions gouvernementales, mais aussi par auto-saisine. Composé de scientifiques, de médecins, de philosophes, de juristes, de théologiens de toutes confessions (jusqu'en septembre 2013, date à laquelle ils ont été évincés par le gouvernement), et de journalistes, le CCNE est le seul comité français et international ne dépendant d'absolument aucune autorité de tutelle, exception faite de son mode de nomination.
Le CCNE rend son premier avis le 22 mai 1984, « sur les prélèvements de tissus d'embryons et de fœtus humains morts, à des fins thérapeutiques, diagnostiques et scientifiques ». Il a depuis rendu une centaine d'avis accessibles à tous, et portant sur des sujets aussi variés et cruciaux que le statut des embryons, les diagnostics prénataux, les conditions des dons d'organes, l'obtention et l'utilisation des cellules souches, le droit à la fin de vie (euthanasie), la santé en prison, ou les prédictions fondées sur la détection de troubles précoces du comportement chez l'enfant.

### Membres et nomination
Le CCNE se compose d’un président, de 39 membres et de présidents d’honneur. Le président est nommé par le président de la République pour une période de deux ans renouvelables. Les membres sont nommés pour 4 ans (renouvelable une fois) et renouvelés par moitié tous les deux ans :
- 5 personnalités désignées par le président de la République et appartenant aux « principales familles philosophiques et spirituelles »[13]

- 19 personnalités choisies pour « leur compétence et leur intérêt pour les problèmes éthiques »
  - un député et un sénateur désignés par les présidents de leurs assemblées respectives ;
  - un membre du Conseil d’État désigné par le vice-président de ce conseil ;
  - un conseiller à la Cour de cassation désigné par le premier président de cette cour ;
  - une personnalité désignée par le Premier ministre ;
  - une personnalité désignée par le Garde des Sceaux, ministre de la Justice ;
  - deux personnalités désignées par le ministre chargé de la recherche ;
  - une personnalité désignée par le ministre chargé de l'industrie ;
  - une personnalité désignée par le ministre chargé des affaires sociales ;
  - une personnalité désignée par le ministre chargé de l'éducation ;
  - une personnalité désignée par le ministre chargé du travail ;
  - quatre personnalités désignées par le ministre chargé de la santé ;
  - une personnalité désignée par le ministre chargé de la communication ;
  - une personnalité désignée par le ministre chargé de la famille ;
  - une personnalité désignée par le ministre chargé des droits de la femme.
- 15 personnalités appartenant au « secteur de la recherche »
  - un membre de l'Académie des sciences, désigné par son président ;
  - un membre de l'Académie nationale de médecine, désigné par son président ;
  - un représentant du Collège de France, désigné par son administrateur ;
  - un représentant de l'Institut Pasteur, désigné par son directeur ;
  - quatre chercheurs et deux ingénieurs, techniciens ou administratifs de l'Inserm ou du CNRS, désignés pour moitié par chacun des directeurs généraux de ces organismes ;
  - deux enseignants-chercheurs ou membres du personnel enseignant et hospitalier des centres hospitaliers et universitaires figurant sur les listes électorales de l'Inserm, désignés par le directeur général de cet institut ;
  - deux enseignants-chercheurs ou membres du personnel enseignant et hospitalier des centres hospitaliers et universitaires, désignés par la Conférence des présidents d'université ;
  - un chercheur appartenant aux corps des chercheurs titulaires de l'INRA, désigné par le président-directeur général de cet institut.

Le Secrétaire Général est chargé de la coordination des travaux du Comité.
La loi n° 2021-1017 du 2 août 2021 relative à la bioéthique instaure la parité et porte le nombre de membres à 45 par ajout de six représentants d'associations de personnes malades et d'usagers du système de santé, d'associations de personnes handicapées, d'associations familiales et d'associations œuvrant dans le domaine de la protection des droits des personnes. Un décret d'application a été signé le 28 mars 2022.

### Membres actuels
La composition actuelle du CCNE est la suivante :
- Jean-François Delfraissy, président nommé le 4 décembre 2016[16], et reconduit dans ses fonctions le 21 janvier 2019 par décret d'Emmanuel Macron[17].
- Présidents d'honneur : Jean Claude Ameisen, Jean-Pierre Changeux, Alain Grimfeld et Didier Sicard.
- Vice-présidente : Karine Lefeuvre.
- 5 personnalités désignées par le président de la République et appartenant aux principales familles philosophiques et spirituelles : Abdennour Bidar, Marion Muller-Colard, Cynthia Fleury, Dominique Quinio et Frédéric Worms.
- 15 personnalités appartenant au secteur de la recherche : Emmanuel Didier, Catherine Patrat, Mounira Amor-Guéret, Régis Aubry, Thomas Bourgeron, Monique Canto-Sperber, Laure Coulombel, Pierre-Henri Duée, Anne Durandy, Marie-Germaine Bousser, Jean-François Bach, Francis Puech, Gilles Adda, Anne Pelle, Claude Delpuech.
- 19 personnalités qualifiées choisies en raison de leur compétence et de leur intérêt pour les problèmes d'éthique : François Ansermet, Christiane Basset, Gilles Bœuf, Yves Charpenel, Claire Hedon, Sophie Crozier, Caroline Martin, Pierre Delmas-Goyon, Lionel Naccache, Florence Gruat, Alexandra Benachi, Martine Le Friant, Corinne Imbert, Jean-Pierre Mignard, Karine Lefeuvre, Michel Van-Praët, Claude Kirchner, Marc Delatte, Florence Jusot.

### Quelques anciens membres notoires

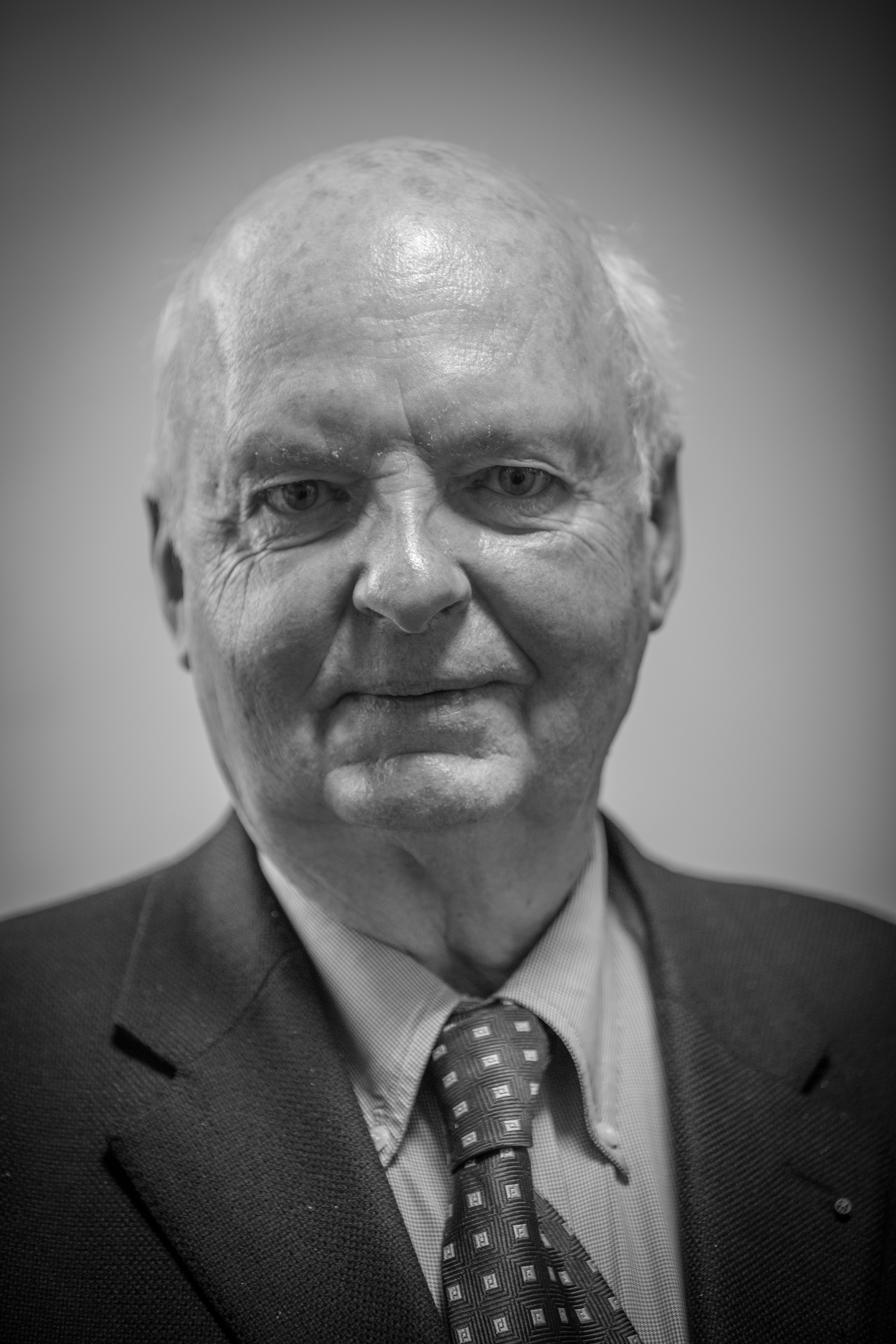
Didier Sicard, président d’honneur du Comité national d’éthique (2014).

Les anciens présidents du CCNE ont été :
- [1983 à 1993]  : Jean Bernard (1907-2006), 1er président, puis président d'honneur.
- [1993 à 1999]  : Jean-Pierre Changeux (1936-).
- [1999 à 2007]  : Didier Sicard (1938-), puis président d'honneur.
- [2008 à 2012]  : Alain Grimfeld (1941-) du 19 février 2008 à août 2012[18].
- [2012 à 2016]  : Jean Claude Ameisen (1951-), puis président d'honneur.

Liste des anciens membres notables :
- [1983 à 1988]  : Albert Jacquard (1925-2013) ;
- [1983 à 1991]  : Raymond Bastin (1914-2018) ;
- [1983 à 1995]  : France Quéré (1936-1995)[19] ;
- [1983 à 2000]  : Henri Atlan (1931-) ;
- [1983 à 2000]  : Lucien Sève (1926-2020) ;
- [1986 à 1988]  : Bernard Debré (1944-2020) ;
- [1986 à 1990]  : René Frydman (1943-) ;
- [1992 à 2004]  : Axel Kahn (1944-2021) ;
- [1993 à 1995]  : Élisabeth Dufourcq (1940-) ;
- [1993 à 1997]  : Jean-François Mattei (1943-) ;
- [1994 à 1999]  : Claire Nihoul-Fékété (1939-) ;
- [1995 à 2001]  : Claude Huriet (1930-2024) ;
- [1996 à 2003]  : Étienne-Émile Baulieu (1926-) ;
- [1997 à 2005]  : Dominique Wolton (1947-) ;
- [2000 à 2002]  : Ketty Schwartz (1937-2007) ;
- [2002 à 2008]  : Claude Kordon (1934-2008) ;
- [2003 à 2008]  : Mireille Delmas-Marty (1941-2022) ;
- [s.d. à 2008]  : Jean Bardet (1941-) ;
- [s.d. à 2008]  : Monique Canto-Sperber (1954-) ;
- [2003 à 2009]  : Alain Fischer (1949-) ;
- [2003 à 2009]  : Haïm Korsia (1963-), rabbin ;
- [2003 à 2009]  : Blandine Kriegel (1943-) ;
- [2008 à 2013]  : Michaël Azoulay (1971-), rabbin ;
- [2008 à 2016]  : André Comte-Sponville (1952-) ;
- [2009 à 2013]  : Luc Ferry (1951-) ;
- [s.d.]  : Michelle Bressand[20] ;
- [s.d.]  : Jean Daniel (1920-2020).

## «États généraux»
La loi du 7 juillet 2011 relative à la bioéthique a donné au CCNE le pouvoir d'organiser des « états généraux » avant de procéder à tout projet de réforme sur des questions éthiques ou de société :
« Tout projet de réforme sur les problèmes éthiques et les questions de société soulevés par les progrès de la connaissance dans les domaines de la biologie, de la médecine et de la santé doit être précédé d'un débat public sous forme d'états généraux ».
C’est dans le cadre de l’organisation de ces états généraux que la loi prône le recours à des conférences de citoyens :
« Les états généraux mentionnés à l'article L. 1412-1-1 réunissent des conférences de citoyens choisis de manière à représenter la société dans sa diversité. Après avoir reçu une formation préalable, ceux-ci débattent et rédigent un avis ainsi que des recommandations qui sont rendus publics. Les experts participant à la formation des citoyens et aux états généraux sont choisis en fonction de critères d'indépendance, de pluralisme et de pluridisciplinarité ».

## Débat sur la composition du CCNE
Le gouvernement Ayrault procède au renouvellement statutaire de la composition du CCNE le 11 septembre 2013. Entrent au CCNE des personnalités proches du président François Hollande, comme Jean-Marie Delarue (conseiller d'État honoraire et contrôleur général des lieux de privation de liberté) et Michelle Meunier (sénatrice PS, membre de la commission des affaires sociales et de la délégation aux droits des femmes et à l'égalité des chances entre les hommes et les femmes). Le Conseil d'État nomme Jean-Pierre Mignard, juriste et co-directeur de la rédaction du journal Témoignage Chrétien. Les deux nouveaux représentants des « principales familles philosophiques et spirituelles » désignés par le président ne sont plus des membres du clergé mais des laïcs issus de la société civile et spécialistes des questions religieuses. Ainsi, le pasteur Louis Schweitzer est remplacé par Marianne Carbonnier-Burkard, historienne spécialiste de la Réforme protestante; le neurologue Lionel Naccache, aussi connu pour ses écrits sur le Talmud, succède au rabbin Michaël Azoulay. Leurs postes n'étant pas à renouveler, le théologien Xavier Lacroix continuera à représenter le « courant de pensée » catholique, et le philosophe Abdennour Bidar le courant musulman. « Prendre des personnalités civiles et non des personnes inscrites dans la hiérarchie religieuse est une bonne chose, car ces dernières finissent toujours par engager leur religion dans le débat » témoigne Didier Sicard, ancien président du CCNE.
Ce renouvellement déclenche de nombreuses critiques parmi les autorités religieuses et des élus de droite,,, ces derniers voyant dans ce geste « une manœuvre politique qui vise à “changer en douce la couleur” du CCNE à l'approche des débats majeurs sur l'euthanasie et l'ouverture de l'AMP aux couples homosexuels, alors que des personnalités connues pour leur sensibilité à gauche ou leur amitié avec le président de la République viennent d'être nommées par ce dernier », selon la journaliste Delphine de Mallevoüe du Figaro. Pourtant, Jean-Marie Delarue s'était publiquement prononcé en défaveur du mariage pour tous.
Selon Patrick Gaudray, chercheur en génétique et président du comité technique du CCNE, le CCNE n'est pas une enceinte politisée : « Les gens ne peuvent pas être dans une position figée et dogmatique. Sinon, nous ne pourrions pas fonctionner. Ils prennent le temps de s'écouter pour arriver à des positions plus subtiles. Il est d'ailleurs parfois difficile de connaître leur positionnement politique ».